# Jeux de pouvoir (film)
Pour les articles homonymes, voir Jeux de pouvoir.
Pour plus de détails, voir Fiche technique et Distribution.
Jeux de pouvoir (State of Play) est un film américano-anglo-français réalisé par Kevin Macdonald et sorti en 2009. Il s'agit d'une adaptation de la mini-série britannique du même nom diffusée en 2003 sur la BBC One.

## Synopsis
Stephen Collins (Ben Affleck) est membre du Congrès et préside le comité qui supervise les dépenses de la Défense. Ambitieux, il incarne l'avenir de son parti et pourrait bien devenir un des leaders du pays. Lorsque sa jeune assistante Sonia Baker est tuée dans des circonstances mystérieuses, certains secrets font surface.
Cal McAffrey (Russell Crowe), journaliste chevronné au Washington Globe et ami de longue date de Collins, est chargé par sa rédactrice en chef, d'enquêter sur l'affaire. Avec une jeune journaliste, Della Frye (Rachel McAdams), McAffrey tente de découvrir l'identité du meurtrier. Il ignore qu'il s'attaque à un complot qui menace les structures mêmes du pouvoir. Lorsque des milliards sont en jeu, tout le monde devient suspect.

## Fiche technique
Sauf indication contraire, les informations mentionnées dans cette section peuvent être confirmées par la base de données cinématographiques IMDb,  présente dans la section « Liens externes ».
- Titre francophone : Jeux de pouvoir
- Titre original : State of Play
- Réalisation : Kevin Macdonald
- Scénario : Matthew Michael Carnahan, Tony Gilroy et Billy Ray, d'après la mini-série Jeux de pouvoir créée par Paul Abbott
- Musique : Alex Heffes
- Directeur de la photographie : Rodrigo Prieto
- Prises de vues additionnelles : Dante Spinotti
- Montage : Justine Wright
- Distribution des rôles : Avy Kaufman
- Décors : Mark Friedberg
- Direction artistique : Richard L. Johnson et Adam Stockhausen
- Costumes : Jacqueline West
- Producteurs : Ellen Bronfmann, Andrew Hauptman, Tim Bevan et Eric Fellner
  - Coproducteur : Eric Hayes (en)
  - Producteurs délégués : Paul Abbott, Liza Chasin (en), Debra Hayward et E. Bennett Walsh
  - Producteur associé : Kwame Parker
- Sociétés de production : Universal Pictures, Working Title Films, Studiocanal, Relativity Media et Andell Entertainment
- Distribution :
- Budget : 60 millions de dollars[1]
- Pays de production :  États-Unis,  Royaume-Uni,  France
- Langue originale : anglais
- Genre : policier, thriller, politique
- Durée : 127 minutes
- Dates de sortie :
  - États-Unis, Canada : 19 avril 2009
  - Royaume-Uni : 21 avril 2009 (première à Londres) ; 24 avril 2009
  - France : 24 juin 2009

## Distribution
- Russell Crowe (VF : Patrick Béthune ; VQ : Pierre Auger) : Cal McAffrey
- Ben Affleck (VF : Jean-Pierre Michaël ; VQ : Antoine Durand) : Stephen Collins
- Rachel McAdams (VF : France Renard ; VQ : Pascale Montreuil) : Della Frye
- Helen Mirren (VF : Annie Le Youdec ; VQ : Claudine Chatel) : Cameron Lynne
- Robin Wright (VF : Emmanuelle Bondeville ; VQ : Anne Dorval) : Anne Collins
- Jason Bateman (VF : Pierre-François Pistorio ; VQ : Martin Watier) : Dominic Foy
- Jeff Daniels (VF : François Dunoyer ; VQ : Alain Zouvi) : George Fergus
- Michael Berresse (en) (VF : Serge Biavan ; VQ : Benoît Rousseau) : Robert Bingham
- Sarah Lord (VF : Jessica Monceau) : Mandi Brokow
- Harry Lennix (VF : Thierry Desroses ; VQ : Daniel Picard) : l'inspecteur Donald Bell
- Viola Davis : Dr Judith Franklin
- Josh Mostel : Pete
- Michael Weston (VF : Jonathan Amram) : Hank
- Barry Shabaka Henley (VQ : Raymond Bouchard) : Gene Stavitz
- David Harbour (VF : Stéphane Pouplard) : un homme de PointCorp
- Maria Thayer (VQ : Mélanie Laberge) : Sonia Baker
- Wendy Makkena (VQ : Annick Bergeron) : Greer Thornton
- Zoe Lister Jones (VF : Sabeline Amaury ; VQ : Manon Arsenault) : Jessy
- Michael Jace (VF : Frantz Confiac) : l'officier Brown

Sources : VF et VoxoFilm ; VQ

## Production

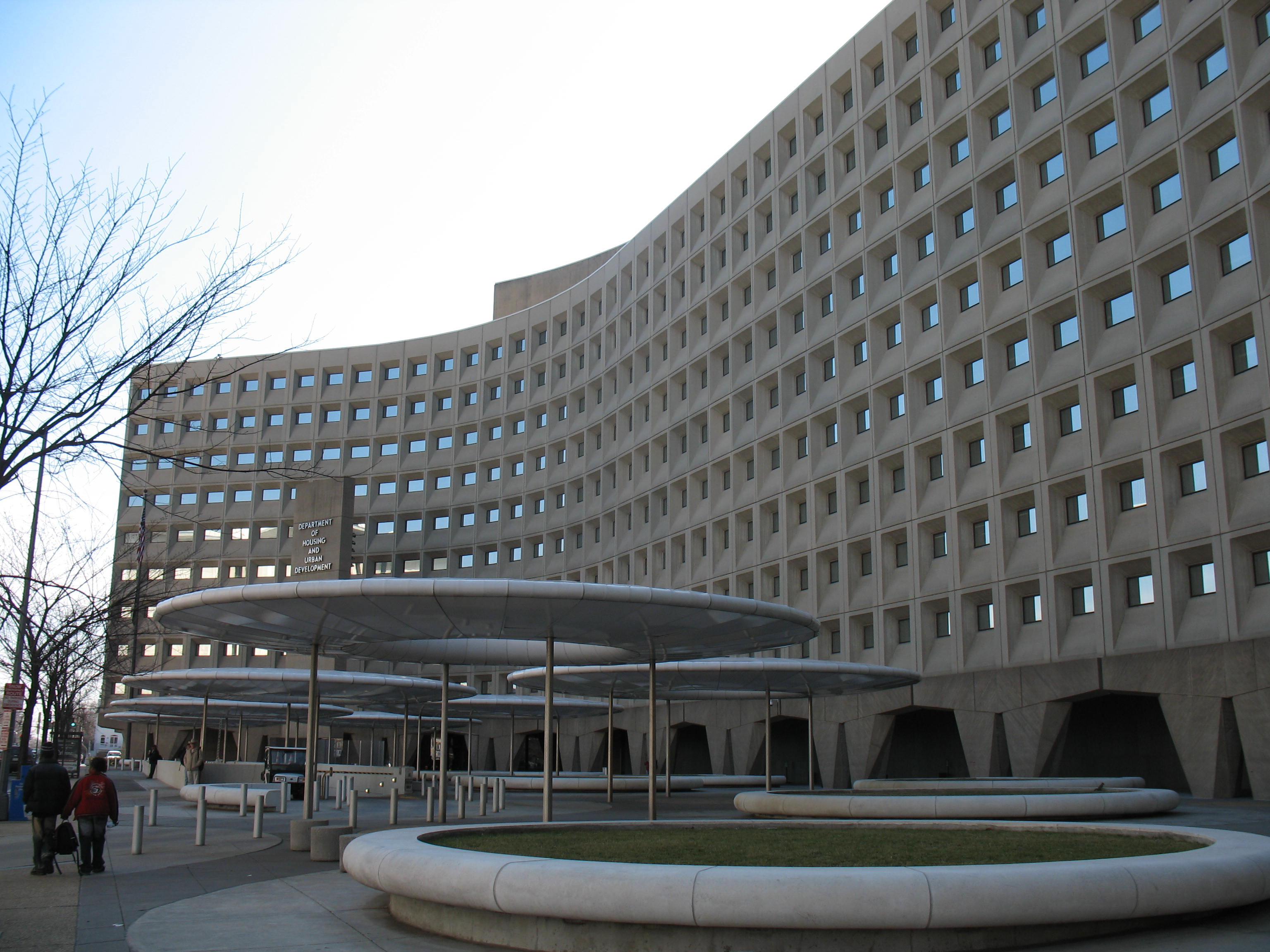
La façade du département du Logement et du Développement urbain à Washington, D.C. a servi de décor au film

Le producteur exécutif du film, Paul Abbott, est le scénariste de la mini-série britannique adaptée, laquelle durait six heures, contre environ deux heures pour le film.
Les deux personnages principaux devaient, à l'origine, être interprétés par Brad Pitt et Edward Norton, ce qui aurait marqué leurs retrouvailles dix ans après Fight Club. À la suite de leur désistement, Brad Pitt fait appel à Russell Crowe et lui demande de reprendre son rôle. Il le fait et évite ainsi à Brad Pitt des poursuites judiciaires. Edward Norton, quant à lui, est remplacé par Ben Affleck. Dans la télésérie, le journal avait un rédacteur en chef interprété par Bill Nighy, qui a refusé de reprendre le rôle pour le film. Kevin Macdonald a alors engagé Helen Mirren, et il fait du rédacteur en chef du Washington Globe une femme. Pour son rôle, Russell Crowe a décidé de conserver les 20 kilogrammes qu'il avait accumulés pour le film Mensonges d'État[réf. nécessaire].
Le tournage a lieu de janvier à avril 2008. Il se déroule en Californie (Los Angeles, Pasadena, Long Beach, Culver Studios), Virginie (Arlington) et à Washington, DC.

## Accueil

### Accueil critique
Jeux de pouvoir a reçu globalement un accueil critique favorable, recueillant 84 % d'avis favorables sur le site Rotten Tomatoes, sur la base de 205 commentaires collectés et une note moyenne de 6.9⁄10, tandis que le site Metacritic lui attribue le score de 64⁄100, sur la base de 36 commentaires collectés.

### Box-office
| - Recettes Mondiales : 88 832 210 dollars - États-Unis : 37 017 955 dollars | - Entrées France : 688 156 entrées, - Paris : 275 121 entrées |

Distribué dans 2 803 salles aux États-Unis, Jeux de pouvoir prend la deuxième position au box-office américain au cours de son premier week-end à l'affiche avec 14 071 280 $ de recettes, pour une moyenne de 5 020 $ par salle, la première place étant occupée par 17 ans encore, également sorti le même jour, a engrangé 23 722 310 $ de recettes au cours de la même période, dans un nombre de salles important (3 255 salles) et une forte moyenne par salle (7 288 $ par salle). En première semaine, Jeux de pouvoir occupe toujours la seconde place avec 18 233 005 $ de recettes, pour une moyenne de 6 505 $ par salle . Toutefois, ayant atteint le seuil maximal de 2 807 salle, le long-métrage ne parvient à enrayer sa chute au cours de sa seconde semaine, chutant à la septième place et avec un résultat de 8 995 195 $, dont 6 848 885 $ en week-end, soit une perte de plus de 50 % de ses bénéfices. Au cours de la seconde semaine, les recettes atteignent 27 228 200 $, dont 25 081 890 $ en week-end. Au fil des semaines, Jeux de pouvoir se stabilise durement, avant de connaître une baisse sévère en sixième semaine, où il avait enregistré 36 373 250 $ cumulées, pour 303 055 $ en week-end et 470 995 $ en semaine. L'exploitation en salles de Jeux de pouvoir se finit le 18 juin 2009 avec 37 017 955 $ de recettes, ce qui est un échec commercial, puisqu'il n'a pas rentabilisé le budget de production de 60 millions,. Les recettes internationales ont atteint 54 427 434 $, permettant au film d'engranger avec 91,4 millions de dollars de recettes dans le box-office mondial.
Jeux de pouvoir a totalisé 1 053 464 entrées au Royaume-Uni, 736 537 entrées en Espagne et 688 156 entrées en France.

## Autour du film
L'entreprise Point Corp, au centre de la conspiration de Jeux de pouvoir, présente de fortes similitudes avec Halliburton, la société dont Dick Cheney a été le principal actionnaire à partir de 1990 et qu'il a revendue lors de son élection à la vice-présidence en 2000. Comme Halliburton, Point Corp s'enrichit en devenant le fournisseur privilégié de l'armée des États-Unis en Irak et avec les contrats après les destructions du cyclone Katrina à La Nouvelle-Orléans.